# Lothar Ulsaß
Lothar Ulsaß (Hannover, 9 settembre 1940 – 18 giugno 1999) è stato un calciatore tedesco, di ruolo centrocampista.

## Statistiche

### Cronologia presenze e reti in nazionale
| Cronologia completa delle presenze e delle reti in nazionale ― Germania Ovest | Cronologia completa delle presenze e delle reti in nazionale ― Germania Ovest | Cronologia completa delle presenze e delle reti in nazionale ― Germania Ovest | Cronologia completa delle presenze e delle reti in nazionale ― Germania Ovest | Cronologia completa delle presenze e delle reti in nazionale ― Germania Ovest | Cronologia completa delle presenze e delle reti in nazionale ― Germania Ovest | Cronologia completa delle presenze e delle reti in nazionale ― Germania Ovest | Cronologia completa delle presenze e delle reti in nazionale ― Germania Ovest |
| Data                                                                          | Città                                                                         | In casa                                                                       | Risultato                                                                     | Ospiti                                                                        | Competizione                                                                  | Reti                                                                          | Note                                                                          |
| ----------------------------------------------------------------------------- | ----------------------------------------------------------------------------- | ----------------------------------------------------------------------------- | ----------------------------------------------------------------------------- | ----------------------------------------------------------------------------- | ----------------------------------------------------------------------------- | ----------------------------------------------------------------------------- | ----------------------------------------------------------------------------- |
| 24/04/1965                                                                    | Karlsruhe                                                                     | Germania Ovest                                                                | 5 – 0                                                                         | Cipro                                                                         | Qual. Mondiali 1966                                                           | -                                                                             |                                                                               |
| 09/10/1965                                                                    | Stoccarda                                                                     | Germania Ovest                                                                | 4 – 1                                                                         | Austria                                                                       | Amichevole                                                                    | 3                                                                             |                                                                               |
| 01/06/1966                                                                    | Ludwigshafen am Rhein                                                         | Germania Ovest                                                                | 1 – 0                                                                         | Romania                                                                       | Amichevole                                                                    | -                                                                             |                                                                               |
| 19/11/1966                                                                    | Colonia                                                                       | Germania Ovest                                                                | 3 – 0                                                                         | Norvegia                                                                      | Amichevole                                                                    | 2                                                                             |                                                                               |
| 22/02/1967                                                                    | Karlsruhe                                                                     | Germania Ovest                                                                | 5 – 1                                                                         | Marocco                                                                       | Amichevole                                                                    | 2                                                                             | 46’                                                                           |
| 08/04/1967                                                                    | Dortmund                                                                      | Germania Ovest                                                                | 6 – 0                                                                         | Albania                                                                       | Qual. Euro 1968                                                               | -                                                                             |                                                                               |
| 13/10/1968                                                                    | Vienna                                                                        | Austria                                                                       | 0 – 2                                                                         | Germania Ovest                                                                | Qual. Mondiali 1970                                                           | -                                                                             |                                                                               |
| 18/12/1968                                                                    | Santiago del Cile                                                             | Cile                                                                          | 2 – 1                                                                         | Germania Ovest                                                                | Amichevole                                                                    | 1                                                                             | 46’                                                                           |
| 22/12/1968                                                                    | Città del Messico                                                             | Messico                                                                       | 0 – 0                                                                         | Germania Ovest                                                                | Amichevole                                                                    | -                                                                             |                                                                               |
| 26/03/1969                                                                    | Francoforte sul Meno                                                          | Germania Ovest                                                                | 1 – 1                                                                         | Galles                                                                        | Amichevole                                                                    | -                                                                             | 74’                                                                           |
| Totale                                                                        |                                                                               | Presenze                                                                      | 10                                                                            |                                                                               | Reti                                                                          | 8                                                                             |                                                                               |

## Palmarès

### Club

#### Competizioni nazionali
- Campionato tedesco: 1

E. Braunschweig: 1966-1967

#### Competizioni internazionali
- Coppa Piano Karl Rappan: 2

E. Braunschweig: 1968, 1971